# Celso de Barros Gomes
Celso de Barros Gomes (Cachoeira Paulista, 25 de maio de 1935) é um geólogo, pesquisador e professor universitário brasileiro.
Grande oficial e comendador da Ordem Nacional do Mérito Científico e membro da Academia Brasileira de Ciências, é professor titular aposentado do Instituto de Geociências da Universidade de São Paulo. Sua principal área de pesquisa é sobre rochas alcalinas, além de estudar também os meteoritos.

## Biografia
Celso nasceu na cidade do interior paulista de Cachoeira Paulista, em 1935. Era um dos seis filhos de João Albuquerque Gomes e Yolanda Vieira Barros Gomes. Seu pai trabalhava como ferroviário na Estrada de Ferro Central do Brasil e sua mãe era professora primária. Passou toda a infância e adolescência em Cachoeira Paulista, onde fez o primário e o secundário, além de praticar esportes, como basquete.
Na empolgação nacional causada pela fundação da Petrobras, Celso decidiu cursar geologia, mas não havia cursos deste tipo no Brasil, apenas na Bolívia. Celso decidiu mudar-se para a Bolívia, mas ficou apenas alguns meses e retornou em 1956 para São Paulo. Ingressou no curso de geologia da Universidade de São Paulo, formando-se na primeira turma, em 1960.
Em 1962, começou o doutorado com o professor Rui Ribeiro Franco. Defendeu a tese Petrologia do maciço alcalino de Itapirapuã, SP em 1967. Em 1971, defendeu a tese de livre-docência intitulada Polimorfismo dos anfibolitos da região do Jaraguá: evidências químicas, mineralógicas e texturais.
Realizou vários estágios de pós-doutorado no exterior em universidades como a Universidade de Trieste, Universidade do Novo México e Universidade da Califórnia em Berkeley. Foi Chefe de Departamento, Vice-Diretor e Diretor do Instituto de Geociências, além de membro de vários Conselhos Centrais de Graduação e de Pesquisa e Coordenadoria de Comunicação Social. Foi responsável pela criação do Laboratório de Microssonda Eletrônica do Instituto de Geociências da Universidade de São Paulo.